# Ofensiva de Abu Kamal (2017)
A Ofensiva de Abu Kamal (2017), denominada "Operação Fajr-3", foi uma ofensiva militar do Exército Árabe Sírio (EAS) e aliados contra o Estado Islâmico do Iraque e do Levante (EI/EIIL) na província de Deir Ezzor. O objectivo desta ofensiva era a captura da cidade de Abu Kamal, o último bastião urbano do EIIL na Síria.

## Ofensiva

### Avanço em direcção à fronteira com o Iraque
Em 23 de outubro, as forças governamentais iniciaram uma ofensiva para chegar a Abu Kamal. ,Nos dois dias seguintes, 42 militantes do EIIL  e 27 combatentes pró-governo foram mortos quando o Estado Islâmico tentou parar o avanço do Exército Sírio. Até 25 de outubro, o EIIL conseguiu expulsar as tropas governamentais para fora da cidade de Al-Asharah, bem como de partes de Al-Quriyah, ao longo das margens ocidentais do rio Eufrates. Enquanto isso, fortes confrontos foram reportados na estação de bombeamento T-2, posição estratégica do EIIL, a sudoeste de Abu Kamal, com o Exército Sírio e o Hezbollah a conseguirem cercar a estação por três lados. Em 26 de outubro, o Exército Sírio e seus aliados capturaram a Estação de Bombeamento T-2, e de seguida estabeleceram posições a 45 quilómetros de Abu Kamal. Os avanços das tropas governamentais foram apoiados por fortes ataques aéreos russos.
Em 27 de outubro, as forças governamentais estavam a quarenta quilómetros de Abu Kamal, enquanto o EIIL montava posições para defender a cidade. No dia seguinte, um contra-ataque do EI puxou para trás as forças governamentais na zona da Estação T-2, e de seguida os jihadistas voltaram a atacar a cidade de Al-Quriyah no vale do Eufrates, conseguindo capturar partes dela. A 29 de outubro, as forças governamentais reposicionaram-se a 65 quilómetros a sudoeste de Abu Kamal, enquanto o EAS também se retirava de Al-Quriyah e Mahkan para Mayadin após sofrer diversas baixas frutos de emboscadas por parte do EIIL.
Em 31 de outubro, o EIIL atacou novamente a estação T-2 mas foi repelido pelas forças governamentais o que colocou o Exército Sírio e aliados a 50 quilómetros de Abu Kamal. No dia seguinte, diversos bombardeiros russos atacaram posições do EIIL nos arredores de Abu Kamal. Em 3 de novembro, o Exército Iraquiano capturou a cidade iraquiana de Al-Qaim, no lado oposto de Abu Kamal. Mais tarde durante o dia, grupos das Forças de Mobilização Popular (FMP) atravessaram a fronteira e atacaram posições do Estado Islâmico nos arredores de Abu Kamal, mas o ataque foi repelido no dia seguinte. Ao mesmo tempo que ocorria o ataque das forças iraquianas, a Força Aérea Russa efectuou fortes ataques aéreos contra posições do EIIL numa zona residencial de Abu Kamal. Em 5 de novembro, as forças governamentais colocaram-se a 15 quilómetros de Abu Kamal, alcançando a Fronteira Iraque-Síria.

### Primeiro assalto na cidade
Após o Exército Sírio se ter encontrado com as Forças de Mobilização Popular (FMP) na fronteira a 8 de novembro, o Exército Sírio e aliados lançaram um ataque contra Abu Kamal, rapidamente cercando a cidade e entrando nela. Durante os combates, o Hezbollah, que tinha centenas de combatentes a participarem na ofensiva, atravessou a fronteira para se juntar às FMP para atacar Abu Kamal a partir da fronteira. O Exército Sírio também havia entrado no Iraque e depois atacou Abu Kamal a partir de Al-Qa'im, algo que alegadamente foi permitido pelo Exército Iraquiano. Nessa noite, as fontes pró-governo relataram que Abu Kamal foi tomada pelo governo Sírio, enquanto o Observatório Sírio de Direitos Humanos (SOHR) negou tal informação e afirmou que apenas partes da cidade foram capturadas. No dia seguinte, o SOHR confirmou a captura de Abu Kamal após a retirada dos combatentes do EIIL através de uma rota pelo norte da cidade que ainda controlavam. O alto comando do Exército Sírio também declarou oficialmente a captura de Abu Kamal e emitiu uma declaração dizendo: "A libertação da cidade é de grande importância, uma vez que representa um anúncio da queda do projecto da organização terrorista do EIIL na região, em geral e um colapso das ilusões de seus patrocinadores e apoiantes para dividi-la." Os militares posteriormente começaram a revistar a cidade como parte das operações de remoção de minas. Entretanto, as forças pró-governo continuaram as suas operações na área e, segundo notícias, capturaram a base aérea militar de Hamdan, a norte de Abu Kamal.
No final de 9 de novembro, um contra-ataque do EIIL fez com este recuperasse 40% de Abu Kamal, incluindo vários bairros no norte, nordeste e noroeste da cidade. No dia seguinte, os combates chegaram perto do centro da cidade. Enquanto isso, o Hezbollah relatou que o líder do EIIL, Abu Bakr al-Baghdadi, estava em Abu Kamal durante o assalto à cidade. Em 11 de novembro, ataques aéreos pesados estavam sendo conduzidos contra o EIIL, num esforço das forças governamentais para manter a sua presença na parte sul da cidade, e também para afastar os combatentes do EIIL de Abu Kamal. Neste ponto, tornou-se evidente que a retirada do EIIL de Abu Kamal foi conduzido de modo a atrair as tropas do governo para uma armadilha envolvendo ataques surpresa de militantes escondidos dentro de túneis no centro da cidade. O Exército Sírio e forças aliadas sofreram várias baixas, e no final do dia o EIIL conseguiu recuperar completamente a cidade, forçando as forças pró-governo a retirarem-se para um ou dois quilómetros da cidade. Enquanto isso, foi relatado que as FMP teriam capturado o posto fronteiriço de Abu Kamal.

### Segundo assalto à cidade e vitória decisiva para o Exército Sírio
Em 12 de novembro, as forças governamentais sírias lançaram um ataque contra Abu Kamal a partir de Mayadin, avançando rapidamente pelo deserto e alcançando posições a 25-35 quilómetros a oeste da cidade. Em 17 de novembro, as forças do Exército Sírio invadiram a cidade novamente, capturando-o até 19 de novembro.
Os combates na zona rural nos arredores continuaram até 6 de dezembro. Durante os combates entre 15 de novembro e 3 de dezembro, morreram 447 combatentes de ambos os lados. Durante este tempo, as forças do governo avançaram ao longo da margem ocidental do Eufrates, para sitiar um enclave do EIIL a sudeste de Mayadin. O enclave foi cercado em 21 de novembro e, nos dias seguintes, o exército capturou-o lentamente. Até 28 de novembro, o enclave foi capturado bem como a cidade de Al-Quriyah. O Exército Sírio continuou com as operações com o objectivo de ligar as forças que avançavam vindas do sudeste de Mayadin com as de Abu Kamal. Em 5 de dezembro, o EAS estava a 5 quilómetros de o conseguir e no dia seguinte as tropas de Mayadin encontram-se com as que estavam em Abu Kamal. Todo o lado ocidental do Rio Eufrates foi libertado pelo Exército Sírio após o Estado Islâmico se ter retirado para as zonas desérticas da província de Deir Ezzor. Durante os últimos ataques no Eufrates, o EIIL usou um elevado número de Carros-bomba contra as tropas governamentais, infligindo várias baixas no EAS.